# Cheikh Farid
Farīduddīn Mas'ūd Ganjshakar (Punjabi: ਹਜ਼ਰਤ ਬਾਬਾ ਫ਼ਰੀਦੁਦ੍ਦੀਨ ਮਸੂਦ ਗੰਜਸ਼ਕਰ (Gurmukhi), حضرت بابا فرید الدّین مسعود گنج شکر (Shahmukhi)), appelé Cheikh Farid (1175-1265) est un soufi qui a vécu au Pendjab et est devenu un des cheikhs musulmans les plus célèbres. Appelé Baba Farid, il est très connu chez les sikhs car il est l'auteur de cent trente-quatre hymnes qui sont dans l'Adi Granth, squelette du Guru Granth Sahib, le livre saint du sikhisme. Certains historiens disent qu'il y a eu deux Farid qui ont composé ses louanges ; d'autres, que, comme pour des peintres, des suivants du Cheikh ont signé leurs écrits Farid en signe de respect pour leur maître. Les louanges poétiques attribuées au Cheikh Farid évoquent les valeurs humanistes qui se doivent d'être acceptées par tous
. Il est appelé dans le sikhisme: bhagat ce qui signifie: dévot au Seigneur.